# 郡山駅 (福島県)

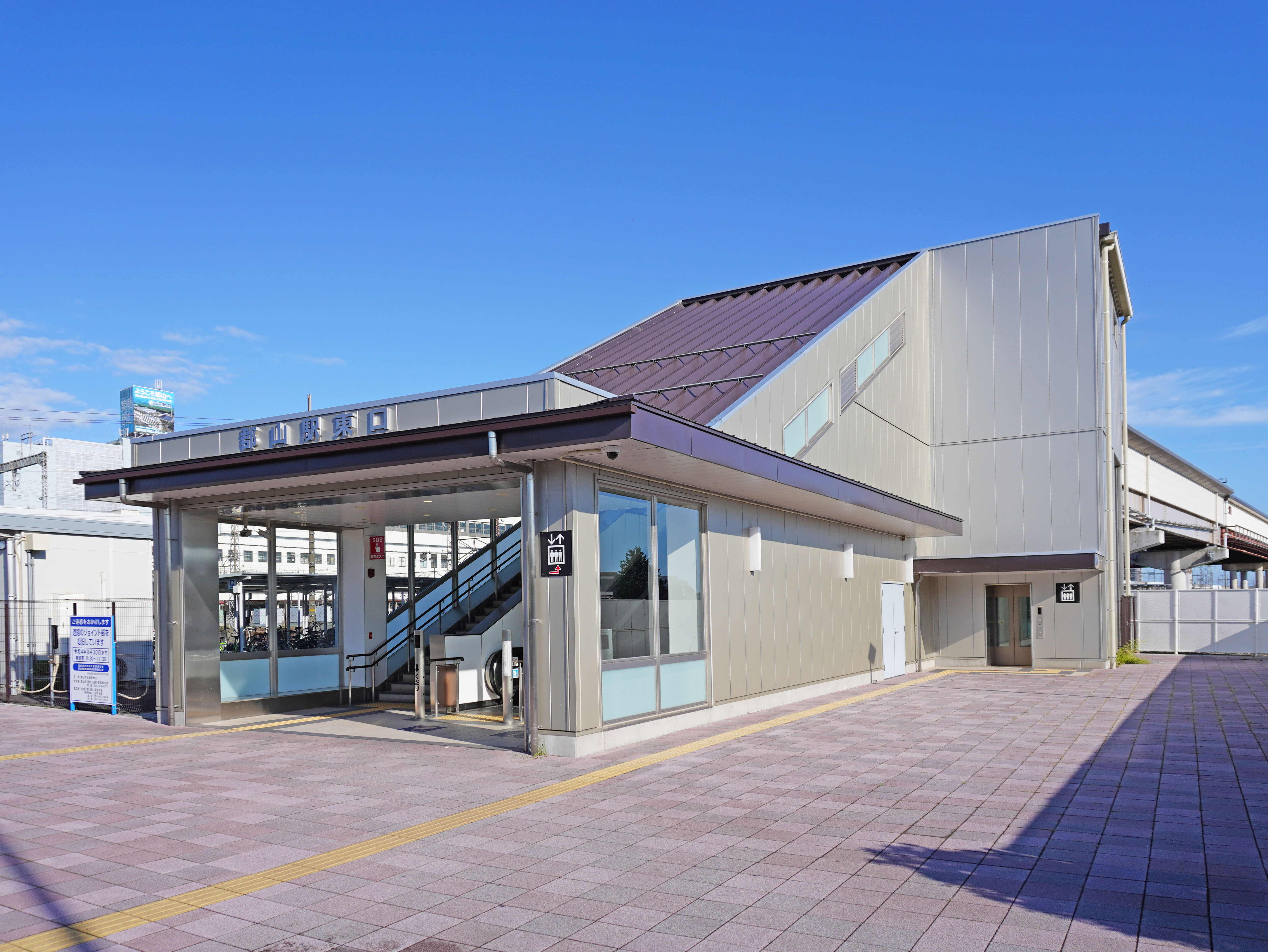
東口（2022年9月）

郡山駅（こおりやまえき）は、福島県郡山市字燧田（ひうちだ）にある、東日本旅客鉄道（JR東日本）・日本貨物鉄道（JR貨物）の駅。

## 乗り入れ路線
県内最大都市で、東北地方では仙台市に次ぐ人口を有する郡山市の代表駅である。JR東日本の新幹線と在来線各線が乗り入れ、東西南北へ向かう各路線の結節点となっている。
新幹線は、線路名称上は東北新幹線のみであるが、新幹線ホームには同新幹線の列車のほか、山形新幹線の列車も停車する。
在来線は、線路名称上は東北本線・磐越西線・磐越東線の3路線が乗り入れている。このうち、東北本線を当駅の所属線とし、また、磐越西線は当駅が起点、磐越東線は当駅が終点である。このほか、水戸駅を起点とし、東北本線の当駅の南隣にある安積永盛駅を終点とする水郡線の列車も当駅まで乗り入れており、前述の各線と合わせると5方面の列車が当駅を発着している。

## 歴史
- 1887年（明治20年）

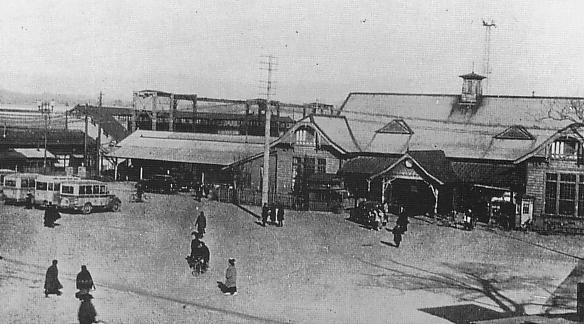
駅舎（1935年）

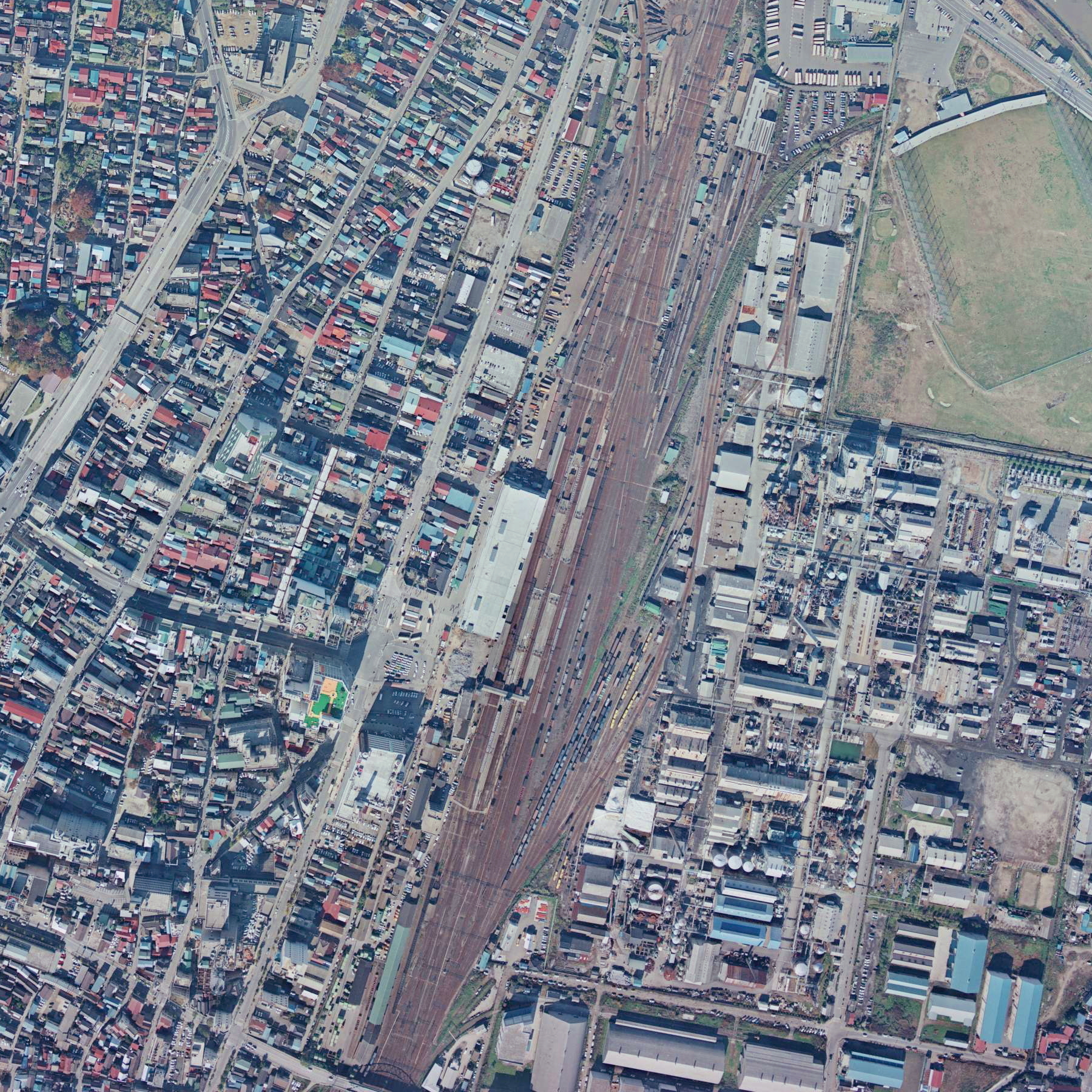
駅周辺の空中写真（1975年11月）

  - 7月16日：日本鉄道の駅（一般駅）として開業[3]。当時は終着駅[3]。
  - 12月15日：日本鉄道線が仙台駅方面まで開業[3]。
- 1898年（明治31年）7月26日：岩越鉄道の駅が開業し、同社線が中山宿駅まで開業[3]。
- 1900年（明治33年）：駅舎を改築（2代目）[3]。
- 1906年（明治39年）11月1日：日本鉄道・岩越鉄道が鉄道国有法により国有化し、官設鉄道の駅となる[3]。
- 1909年（明治42年）10月12日：線路名称の制定により、東北本線所属駅となる[3]。
- 1913年（大正2年）7月23日：洋風木造駅舎に改築（三代目）[3]。
- 1914年（大正3年）7月21日：平郡西線（現在の磐越東線）が三春駅まで開業[3]。
- 1945年（昭和20年）
  - 4月12日：郡山空襲で死者10名を出す惨事[3]。
  - 7月29日：郡山空襲で死者23名を出す惨事[4][5]。駅舎が全焼[新聞 1]。その後、バラックで再建[新聞 1]。
- 1951年（昭和26年）
  - 1月30日[注 1]：鉄筋コンクリート造平屋建ての駅舎に改築（四代目）[3][6][7][新聞 1]。
  - 8月9日：水洗便所が設置され[6]、駅舎の落成式を挙行[新聞 2]。
- 1968年（昭和43年）12月19日：日本オイルターミナル郡山営業所が営業開始[3]。
- 1970年（昭和45年）5月：日本石油輸送が郡山ヤードを設置[3]。
- 1975年（昭和50年）10月1日：現駅舎のうち1・2階部分のみ開業[新聞 3]。
- 1980年（昭和55年）7月1日：現駅舎に改築（五代目）[3]。
- 1982年（昭和57年）6月23日：東北新幹線が開業[3]。
- 1987年（昭和62年）4月1日：国鉄分割民営化により、JR東日本・JR貨物の駅となる[3]。
- 1991年（平成3年）4月17日：駅構内にピボットが開業[8]。
- 1998年（平成10年）12月8日：新幹線改札口に自動改札機を導入[9]。
- 2004年（平成16年）11月20日：1階にあったみどりの窓口とびゅうプラザを2階に移転[3]。
- 2005年（平成17年）
  - 3月1日：みどりの窓口内に指定席券売機を導入。
  - 3月19日：エキナカがオープン[3]。
  - 3月21日：フードバザーがオープン。
  - 4月1日：在来線の1階中央改札口に自動改札機を導入。
- 2006年（平成18年）2月：在来線連絡橋にエレベーターが完成。
- 2007年（平成19年）3月18日：ダイヤ改正により、在来線のホーム番線が変更[3]。2 - 6番線・水郡ホームから1 - 6番線に改称。
- 2008年（平成20年）3月15日：モバイルSuica特急券のサービスを開始[報道 1]。
- 2009年（平成21年）
  - 1月30日：2階在来線エスパル改札口（北口）に自動改札機を導入。
  - 3月14日：在来線（東北本線・磐越東線）におけるICカード「Suica」および東北新幹線郡山 - 仙台間のSuica FREX定期券・Suica FREXパル定期券と、新幹線停車駅が2駅以上含まれるSuica定期券のサービスを開始[報道 2]。
- 2014年（平成26年）4月1日：磐越西線の一部の駅でICカード「Suica」が利用可能になる[報道 3]。
- 2015年（平成27年）
  - 4月1日：発車メロディがGReeeeN（現・GRe4N BOYZ）の楽曲に変更になる[10][新聞 4]。
  - 10月1日：須賀川駅の委託化に伴い、鏡石駅・須賀川駅が当駅管理となる。
- 2016年（平成28年）
  - 4月1日：三春駅の委託化に伴い、赤井駅 - 舞木駅間の磐越東線各駅が当駅管理となる。
  - 同年：転車台は「磐越西線鉄道施設群」の一部として、土木学会選奨土木遺産に選ばれる[11][12]。
- 2018年（平成30年）
  - 2月1日：びゅうプラザをびゅうトラベルサービスに移管する。
  - 11月1日：北口改札、新幹線乗換口、乗換窓口が業務委託化。
- 2019年（令和元年）6月：新白河駅・福島駅・小野新町駅の無人駅管理業務を当駅に移管。
- 2020年（令和2年）
  - 2月29日：びゅうプラザの営業を終了[13]。
  - 3月14日：新幹線eチケットサービスを開始[報道 4]。
- 2021年（令和3年）
  - 1月14日：中央口改札外に駅ナカシェアオフィス「STATION WORK」のブース型「STATION BOOTH」が開業[14][報道 5]。
  - 2月13日：同日発生した福島県沖地震の影響により、駅構内が漏水する被害が発生[報道 6]。
  - 3月13日：タッチでGo!新幹線のサービスを開始[報道 7]。
- 2022年（令和4年）10月1日：福島統括センター発足に伴い、旧福島駅管理エリアを再移管。
- 2024年（令和6年）10月1日：東北新幹線および東北本線・福島方面、磐越西線、磐越東線でえきねっとQチケのサービスを開始[1][報道 8]。

## 駅構造
郡山統括センターの拠点駅である。直営駅（駅長・副駅長配置）であり、管理駅として以下の駅を管理している。
- 東北本線：白坂 - 本宮駅（自駅管理の新白河駅を除く）
- 磐越西線：郡山富田 - 中山宿駅
- 磐越東線：赤井 - 舞木駅[注 2]

新幹線は、構内西側の3階にある島式ホーム1面2線と単式ホーム1面1線、合計2面3線のホームを使用する。両ホームの間には通過線2線が引かれている。在来線は、構内東側の1階にある島式ホーム2面4線と単式ホーム1面1線、また島式ホームの南側・安積永盛方にある切欠きホーム1線、合計3面6線のホームを使用する。線名は駅舎側から、下り4番線（1番線ホーム）、下り3番線、磐越西線（2番線ホーム）、水郡線（3番線ホーム、切欠き）、下り東北本線（4番線ホーム）、上り東北本線（5番線ホーム）、磐越東線（6番線ホーム）、（以下側線）となっている。2番線の上り方面先端の西側が切り欠かれており、ここが3番線ホームとなっている。
以前は改札口 - 1番線 - 島式ホーム（1・2番） - 2番線という構成であったが、1番線の線路を撤去後しばらくしてから中央改札口から2番線ホーム（現在の1番ホーム）に直接移動できるように改修され、単式ホームとなった。旧1番線撤去後しばらくの間、番線表示は2 - 6番線と水郡ホーム（当時は番線表示がなかった）となっていたが、2007年（平成19年）春のダイヤ改正で1番線 - 6番線となった。
1階在来線中央口に繋がる地下道と、2階新幹線乗り換え・北口改札に繋がる跨線橋で各ホームは行き来できる。ただし、地下道は階段のみ、跨線橋には上下エスカレーターとエレベーターも設置されている。各線の上野方には荷物運搬用のエレベーターと跨線橋（テルハ）が残されている。
改札内にNewDays、無人型のNewDays KIOSK（ホーム上）などの売店や立食いそば店（新幹線改札内、かつては在来線ホーム上にもあった）があり、改札外ではエキナカやエスパル、ピボットなどの商業施設のほかJR東日本の子会社や技術センターなどが入っている。
2015年（平成27年）4月からは「JR東日本郡山駅発車メロディ変更プロジェクト」の一環で、郡山ゆかりのアーティスト、GReeeeN（現・GRe4N BOYZ）の楽曲に変更された。新幹線ホームは「キセキ」、在来線ホームは「扉」が使用されている。

### のりば
| 番線              | 路線       | 方向 | 行先                 | 備考                     |
| ----------------- | ---------- | ---- | -------------------- | ------------------------ |
| 在来線 地上ホーム |            |      |                      |                          |
| 1                 | ■磐越西線  | 下り | 猪苗代・会津若松方面 |                          |
| 2・4・5           | ■東北本線  | 上り | 白河・黒磯方面       | 一部1・6番線             |
| 2・4・5           | ■東北本線  | 下り | 二本松・福島方面     |                          |
| 3                 | ■水郡線    | -    | 磐城石川・水戸方面   |                          |
| 6                 | ■磐越東線  | 上り | 三春・いわき方面     |                          |
| 新幹線 高架ホーム |            |      |                      |                          |
| 11                | 東北新幹線 | 上り | 大宮・東京方面       | 当駅始発の「なすの」     |
| 12                | 東北新幹線 | 下り | 福島・仙台・盛岡方面 |                          |
| 12                | 山形新幹線 | 下り | 米沢・山形・新庄方面 |                          |
| 13                | 東北新幹線 | 上り | 大宮・東京方面       | 「やまびこ」・「つばさ」 |

- 東北本線の列車は一部の列車を除いて、基本的に当駅で折り返し運転を行っている。
- 新幹線の定期列車は当駅発着の「なすの」と「やまびこ」「つばさ」のほぼ全列車（最速達の1往復を除く）が停車する。ただし、臨時の「やまびこ」「つばさ」の中には当駅を通過する列車のほか、2024年（令和6年）3月改正で繁忙期に運転される臨時の「やまびこ」「つばさ」173号[注 3]が、当駅で下り「はやぶさ」101号を待避[注 4]することもある。「はやぶさ」「こまち」は全列車が通過する。

新幹線
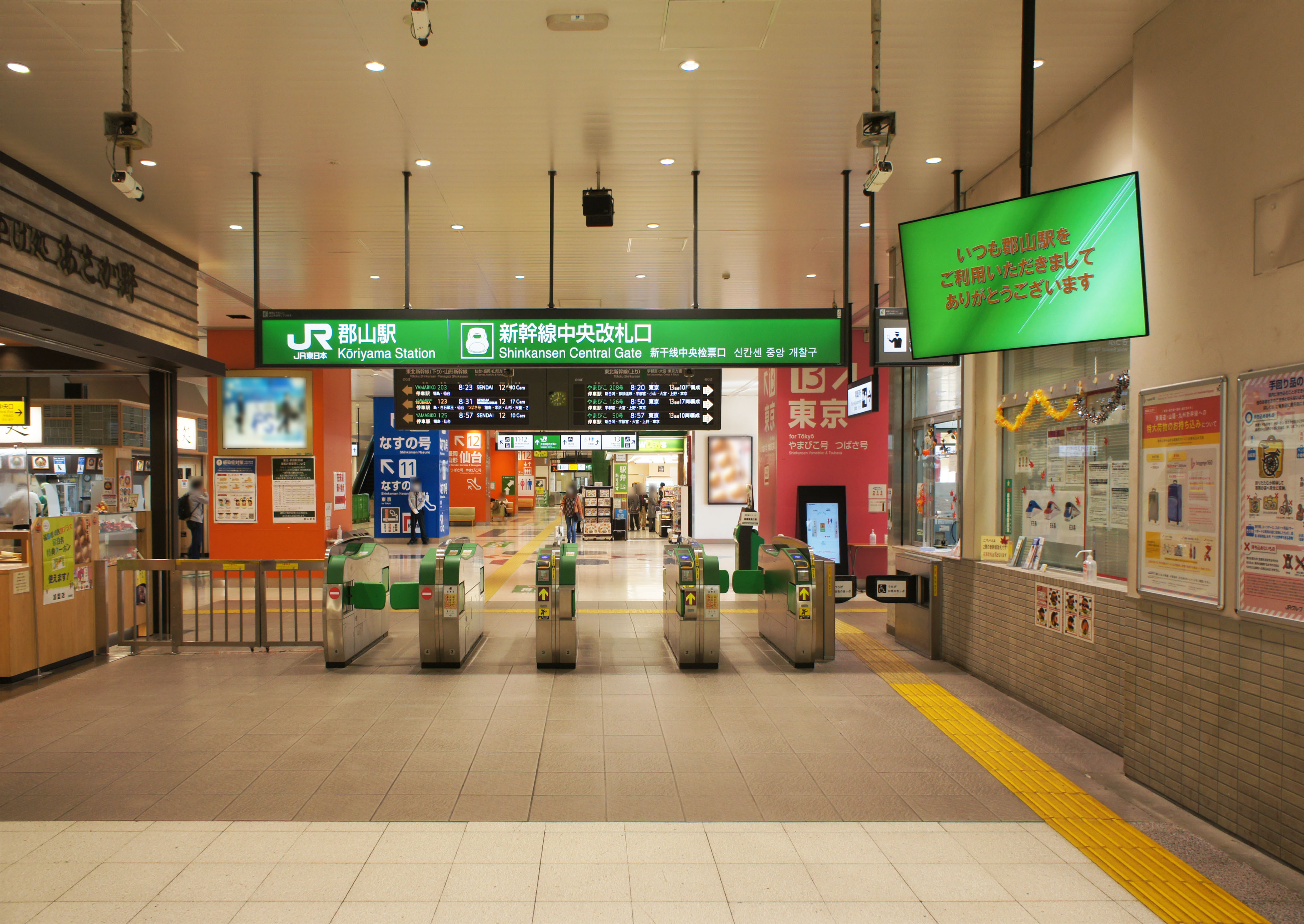
新幹線中央改札（2021年10月）
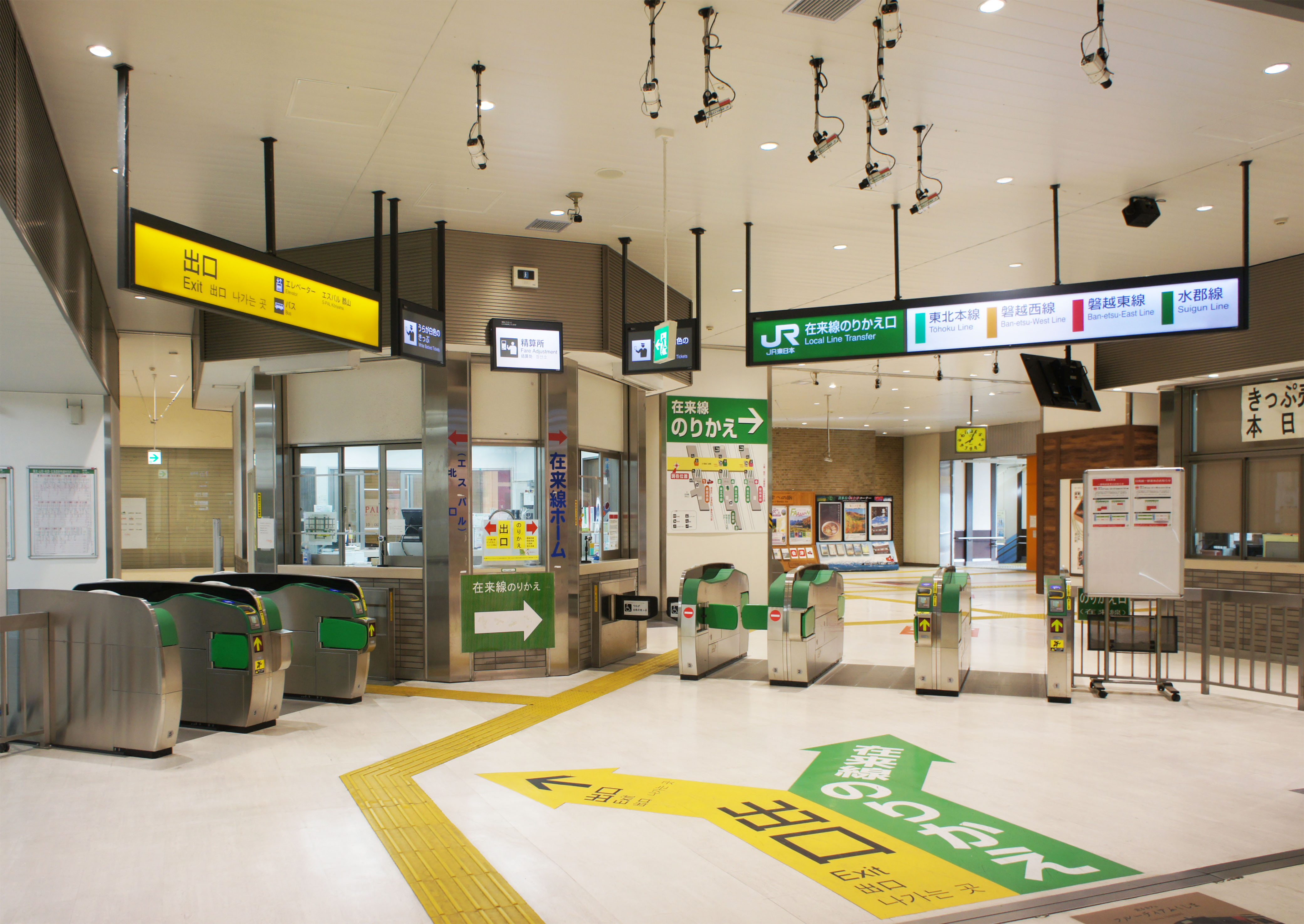
新幹線北口（エスパル口）改札（左）と在来線・新幹線乗換改札口（右）（2021年10月）
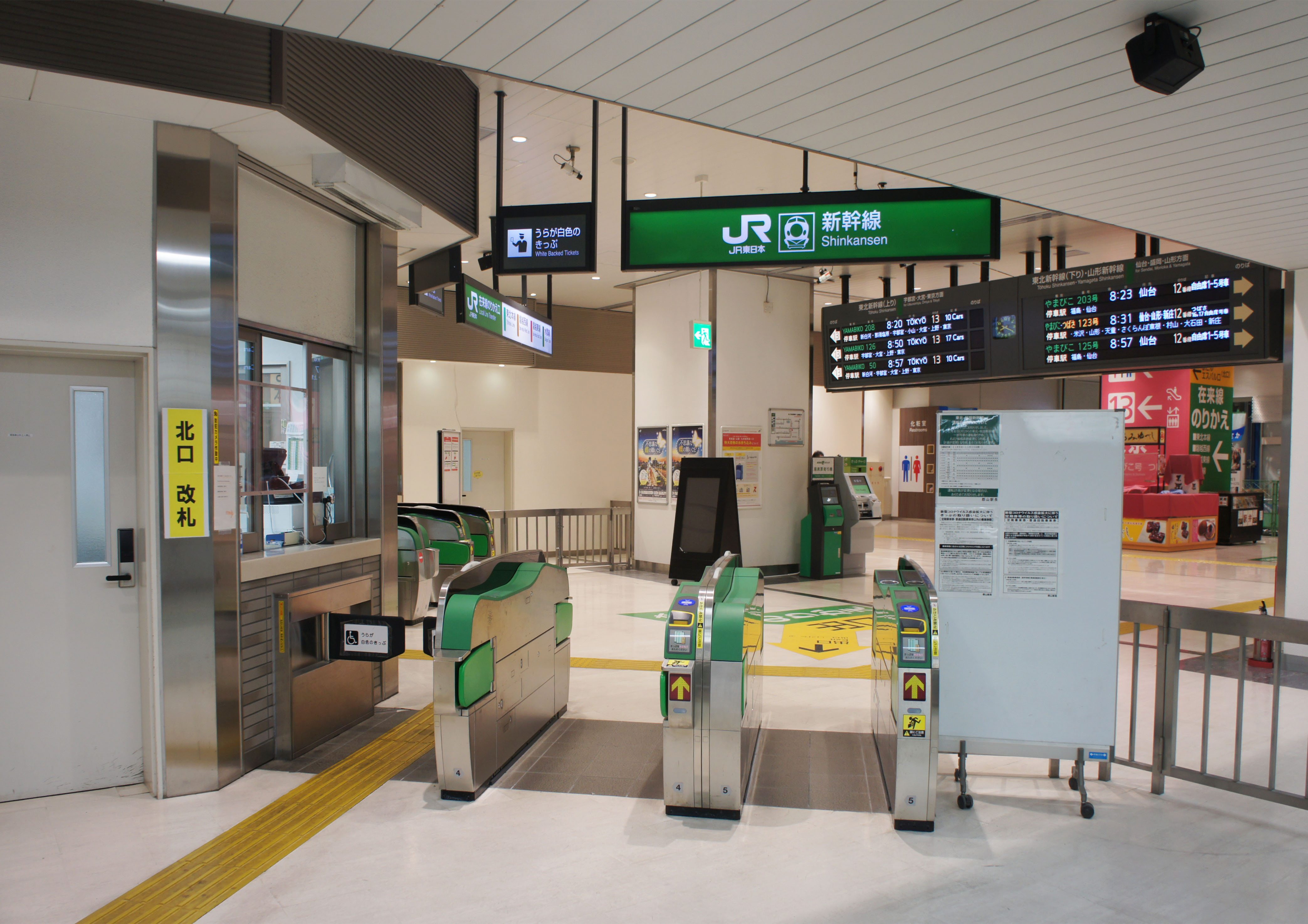
新幹線北口（エスパル口）改札（2021年10月）
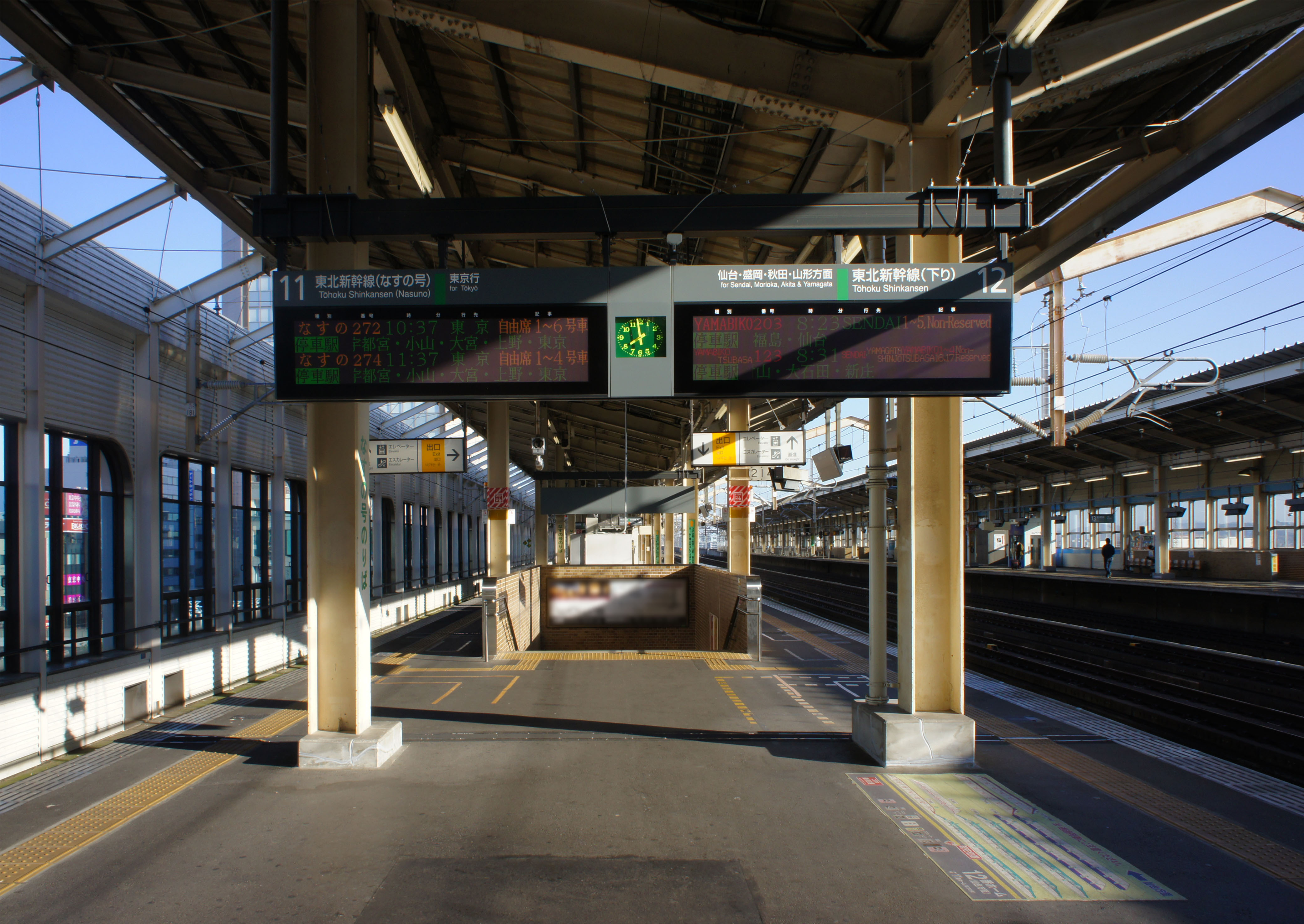
新幹線11・12番線ホーム（2021年10月）
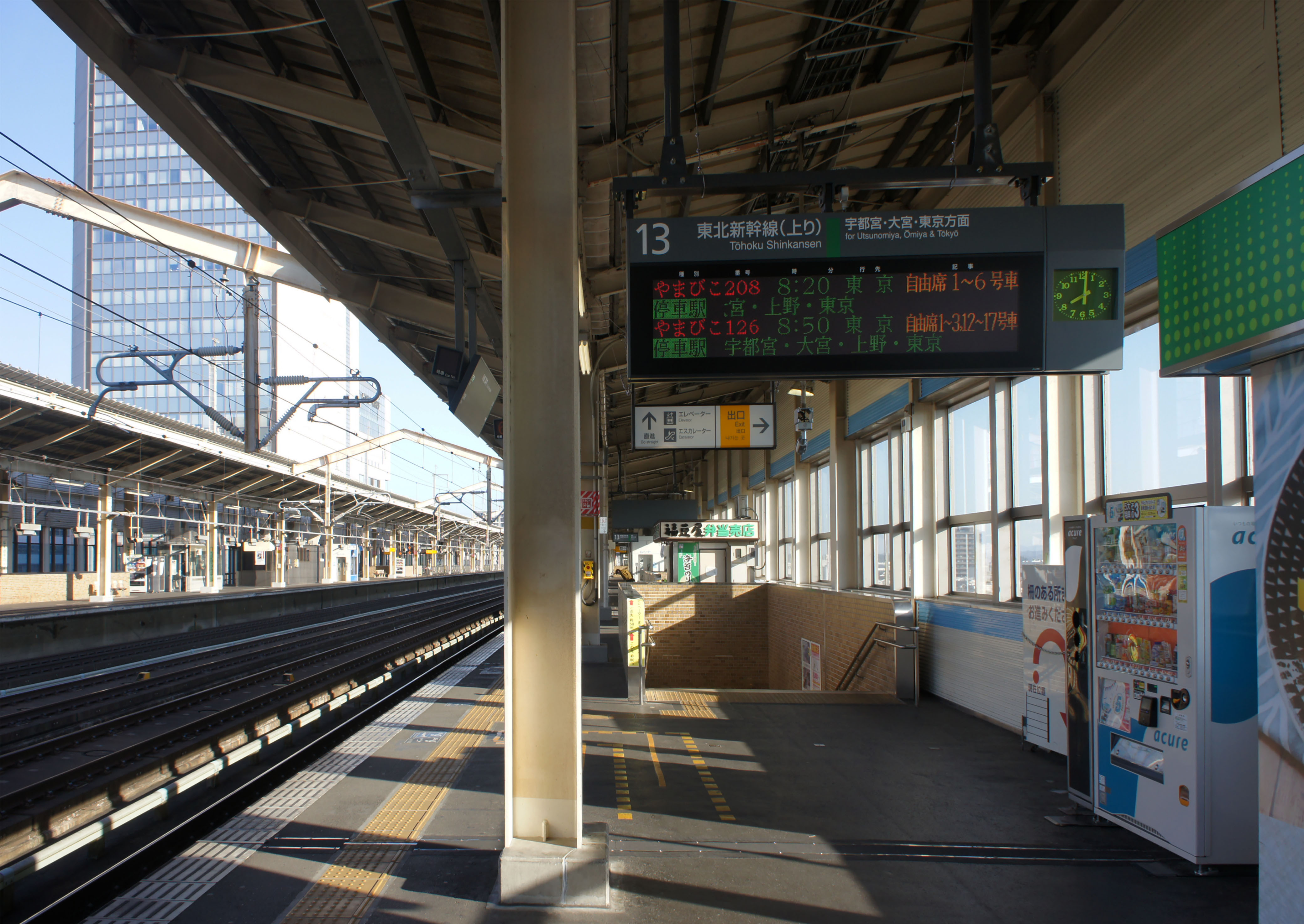
新幹線13番線ホーム（2021年10月）

在来線
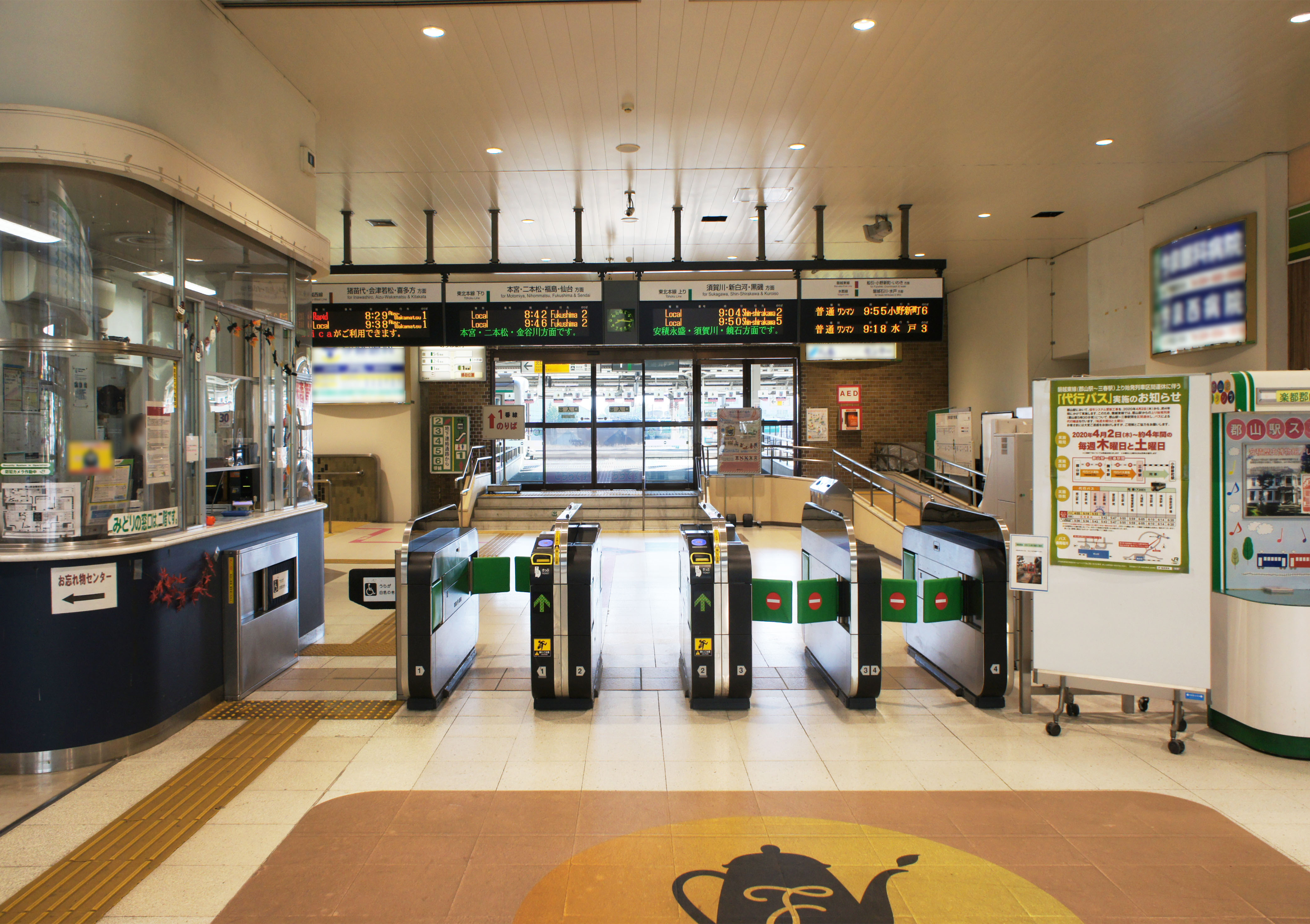
在来線中央改札（2021年10月）
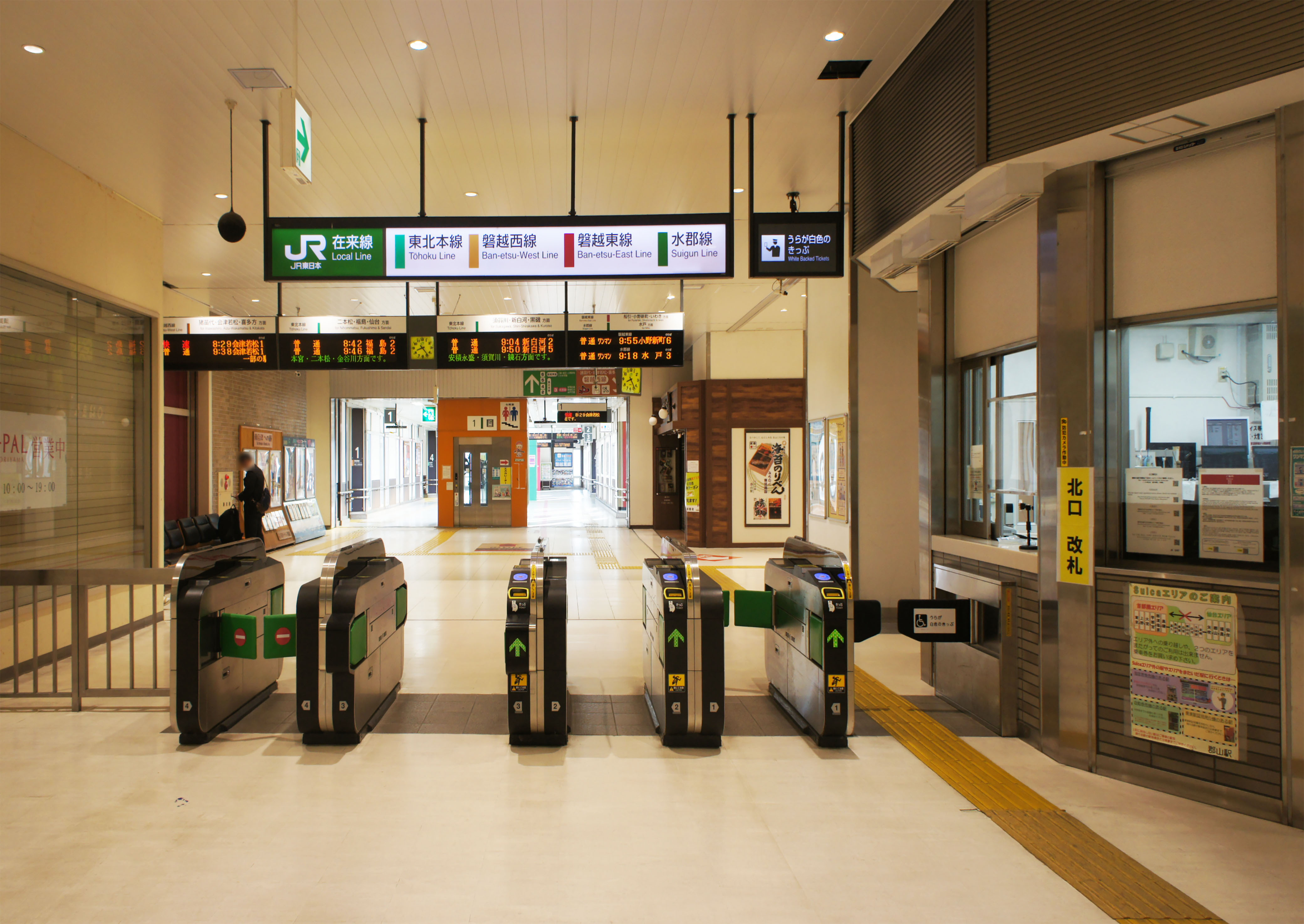
在来線北口（エスパル口）改札（2021年10月）
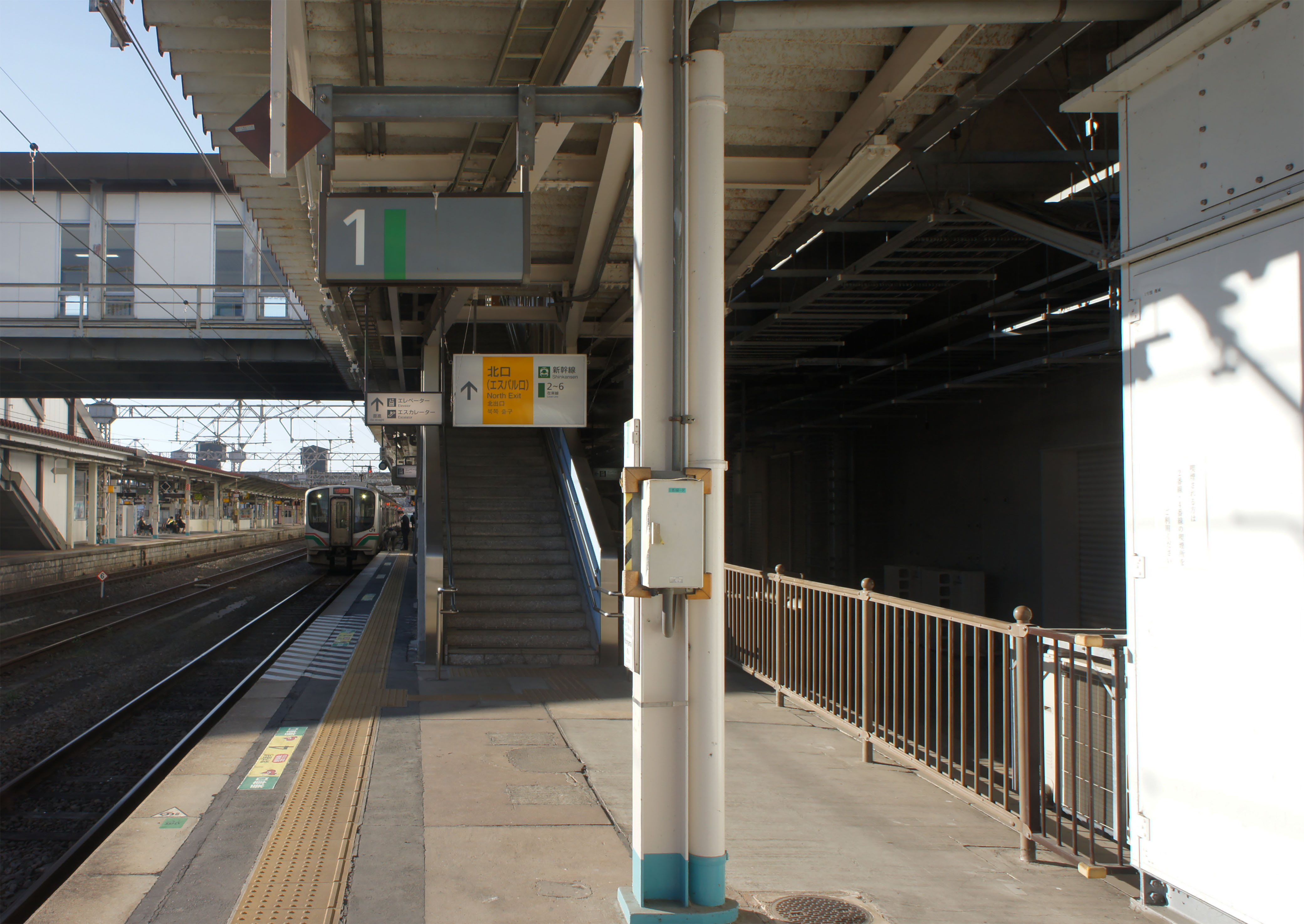
在来線1番線ホーム（2021年10月）
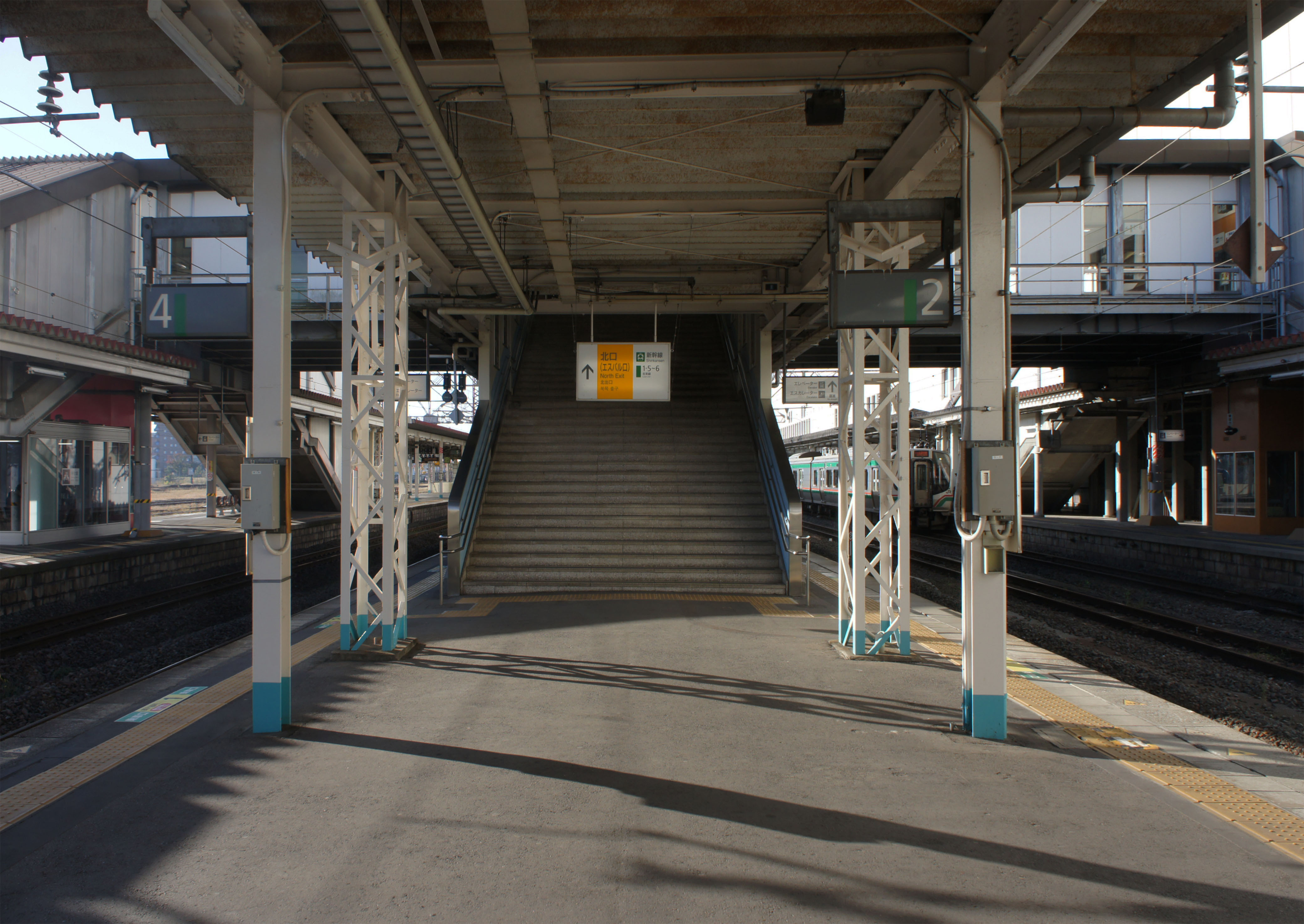
在来線2・4番線ホーム（2021年10月）
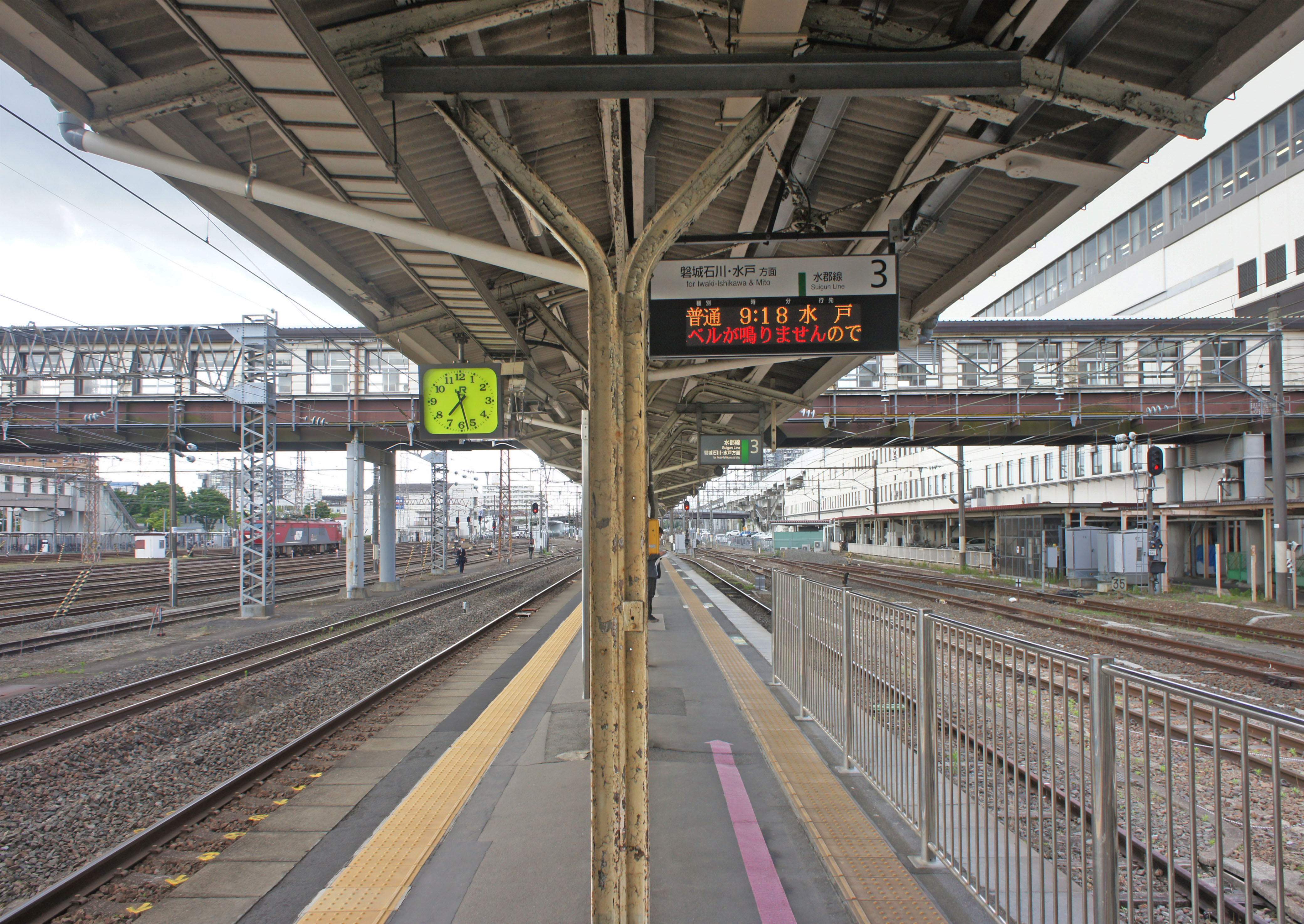
在来線3番線ホーム（2022年5月）
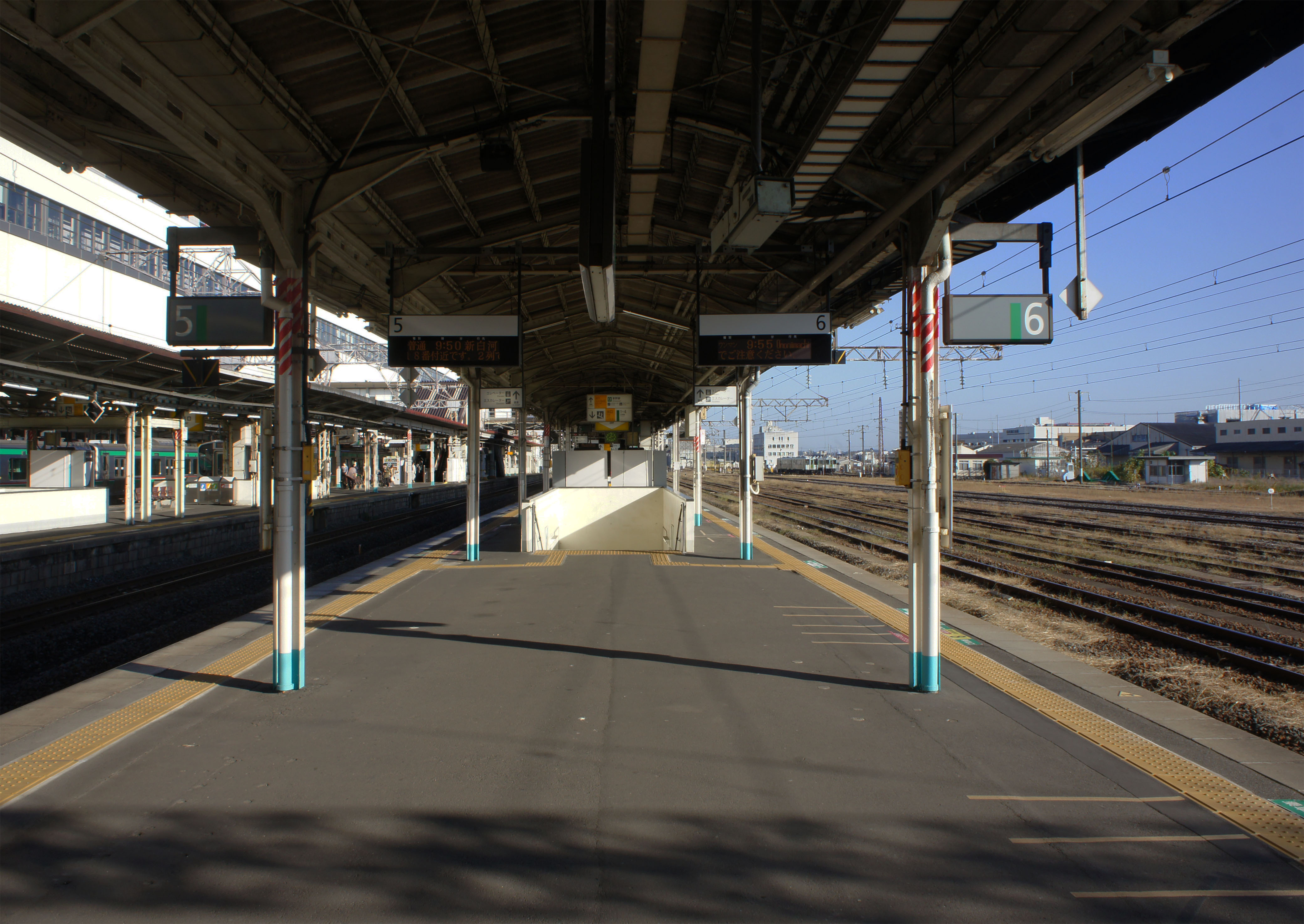
在来線5・6番線ホーム（2021年10月）

## 貨物取扱・専用線
JR貨物の駅は、専用線発着車扱貨物の取り扱い駅となっている。
旅客ホーム6番線の外側から、磐越東線に並走し1.5キロメートルほど北上した場所にある日本オイルターミナル郡山営業所へ続く専用線が存在する。日本石油輸送がこの路線を保有しており、日本オイルターミナル向けの石油輸送に使用されている。また、専用線の終端には「郡山ヤード」と呼ばれる操車場があり、貨車の留置線として使用されている。駅構内の入れ換え作業は、新鶴見機関区に所属するHD300形ハイブリッド機関車が担当している。

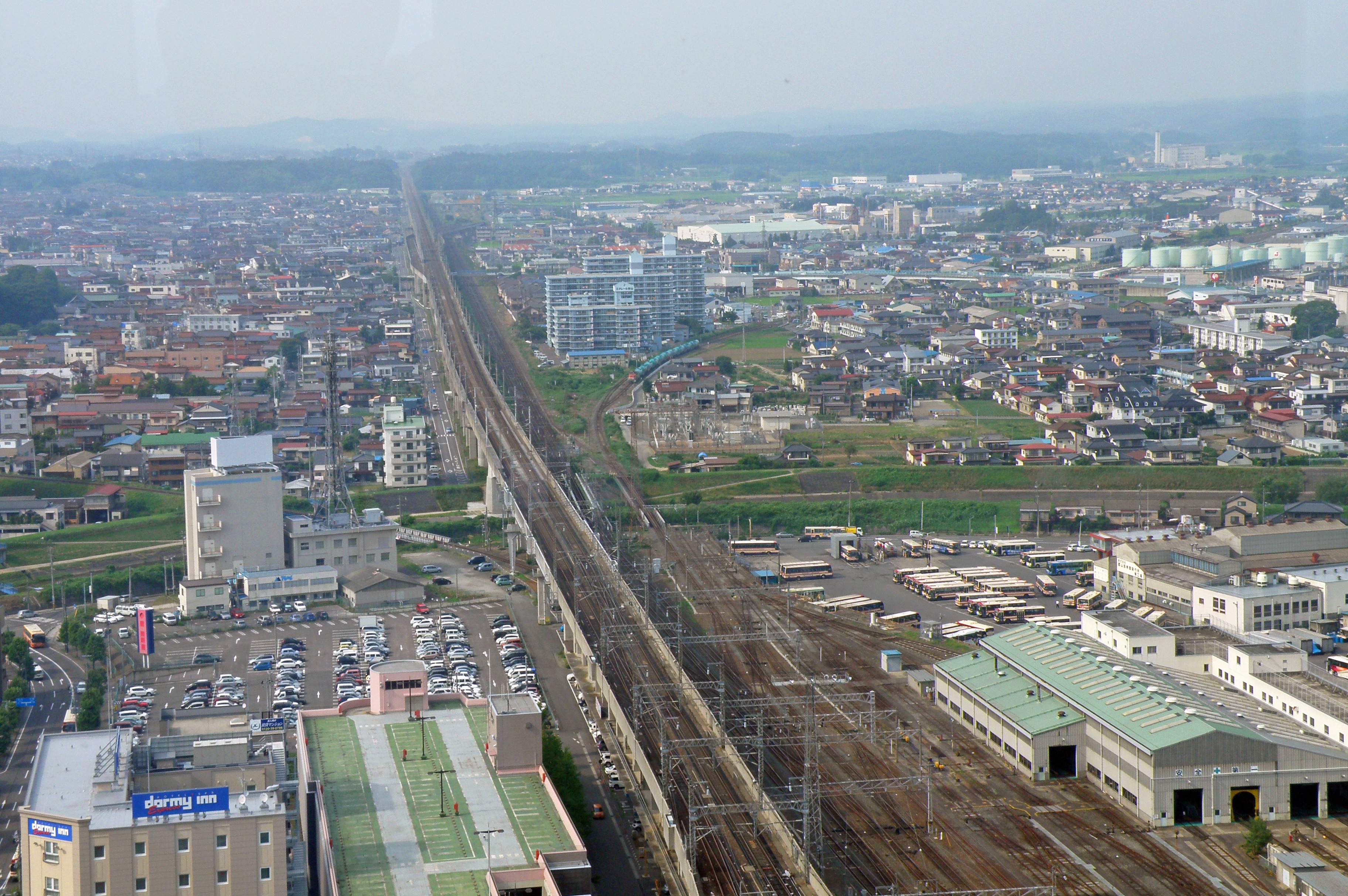
日本オイルターミナル専用線

貨物列車は、千葉貨物駅との間に2往復、川崎貨物駅・仙台北港駅との間に1往復ずつ運行されている。千葉貨物駅との間の1往復は専用貨物列車、それ以外の列車はタキ1000形貨車のみで編成された高速貨物列車となっている。
かつては、駅東側の保土谷化学工業郡山工場への専用線も存在し、化学薬品の出荷などで使用されていたが、2001年（平成13年）9月に廃止された。また、1980年代までは日東紡績富久山事業センターや住友セメント郡山サービスステーションへ続く専用線も存在した。

## 駅弁
主な駅弁は下記の通り。
- 海苔のり弁887
- 会津を紡ぐわっぱめし
- 海苔のり牛めし
- 福豆屋の牛めし
- 相馬野馬追べんとう
- 海苔のりべん

## 利用状況

### 旅客
2023年度（令和5年度）の1日平均乗車人員は16,087人で、このうち新幹線の1日平均乗車人員は8,067人である。駅利用者数は、福島県内では1位である。
1935年度（昭和10年度）時点および2000年度（平成12年度）以降の推移は以下のとおりである。
| 1日平均乗車人員推移 | 1日平均乗車人員推移 | 1日平均乗車人員推移 | 1日平均乗車人員推移 | 1日平均乗車人員推移 | 1日平均乗車人員推移 | 1日平均乗車人員推移 | 1日平均乗車人員推移 | 1日平均乗車人員推移 | 1日平均乗車人員推移 | 1日平均乗車人員推移 |
| 年度                | 計                  | 計                  | 計                  | 新幹線              | 新幹線              | 新幹線              | 新幹線              | 出典                | 出典                | 出典                |
| 年度                | 定期外              | 定期                | 合計                | 定期外              | 定期                | 合計                | 前年度比            | JR東日本            | 郡山市              | その他              |
| ------------------- | ------------------- | ------------------- | ------------------- | ------------------- | ------------------- | ------------------- | ------------------- | ------------------- | ------------------- | ------------------- |
| 1935年（昭和10年）  |                     |                     | 2,215               | 非公表              | 非公表              | 非公表              | 非公表              |                     |                     | [ 20 ]              |
| 2000年（平成12年）  |                     |                     | 18,834              | 非公表              | 非公表              | 非公表              | 非公表              | [ J 2 ]             |                     |                     |
| 2001年（平成13年）  |                     |                     | 18,931              | 非公表              | 非公表              | 非公表              | 非公表              | [ J 3 ]             |                     |                     |
| 2002年（平成14年）  | 9,095               | 9,320               | 18,415              | 非公表              | 非公表              | 非公表              | 非公表              | [ J 4 ]             | [ 市 1 ]            |                     |
| 2003年（平成15年）  | 9,182               | 9,171               | 18,353              | 非公表              | 非公表              | 非公表              | 非公表              | [ J 5 ]             | [ 市 1 ]            |                     |
| 2004年（平成16年）  | 9,340               | 9,094               | 18,434              | 非公表              | 非公表              | 非公表              | 非公表              | [ J 6 ]             | [ 市 1 ]            |                     |
| 2005年（平成17年）  | 9,259               | 9,096               | 18,355              | 非公表              | 非公表              | 非公表              | 非公表              | [ J 7 ]             | [ 市 1 ]            |                     |
| 2006年（平成18年）  | 9,211               | 9,168               | 18,380              | 非公表              | 非公表              | 非公表              | 非公表              | [ J 8 ]             | [ 市 1 ]            |                     |
| 2007年（平成19年）  |                     |                     | 18,249              | 非公表              | 非公表              | 非公表              | 非公表              | [ J 9 ]             | [ 市 2 ]            |                     |
| 2008年（平成20年）  |                     |                     | 17,716              | 非公表              | 非公表              | 非公表              | 非公表              | [ J 10 ]            | [ 市 2 ]            |                     |
| 2009年（平成21年）  |                     |                     | 17,217              | 非公表              | 非公表              | 非公表              | 非公表              | [ J 11 ]            | [ 市 2 ]            |                     |
| 2010年（平成22年）  |                     |                     | 16,417              | 非公表              | 非公表              | 非公表              | 非公表              | [ J 12 ]            | [ 市 2 ]            |                     |
| 2011年（平成23年）  |                     |                     | 15,904              | 非公表              | 非公表              | 非公表              | 非公表              | [ J 13 ]            | [ 市 2 ]            |                     |
| 2012年（平成24年）  | 8,933               | 8,449               | 17,382              | 6,471               | 2,125               | 8,597               |                     | [ J 14 ] [ 新 2 ]   | [ 市 3 ]            |                     |
| 2013年（平成25年）  | 9,270               | 8,661               | 17,931              | 6,764               | 2,223               | 8,988               |                     | [ J 15 ] [ 新 3 ]   | [ 市 3 ]            |                     |
| 2014年（平成26年）  | 9,349               | 8,398               | 17,747              | 6,782               | 2,169               | 8,952               |                     | [ J 16 ] [ 新 4 ]   | [ 市 3 ]            |                     |
| 2015年（平成27年）  | 9,567               | 8,574               | 18,142              | 6,970               | 2,251               | 9,221               |                     | [ J 17 ] [ 新 5 ]   | [ 市 3 ]            |                     |
| 2016年（平成28年）  | 9,610               | 8,499               | 18,110              | 6,994               | 2,247               | 9,242               |                     | [ J 18 ] [ 新 6 ]   | [ 市 3 ]            |                     |
| 2017年（平成29年）  | 9,819               | 8,251               | 18,071              | 7,054               | 2,229               | 9,283               |                     | [ J 19 ] [ 新 7 ]   | [ 市 4 ]            |                     |
| 2018年（平成30年）  | 9,901               | 8,107               | 18,009              | 7,085               | 2,217               | 9,302               |                     | [ J 20 ] [ 新 8 ]   | [ 市 5 ]            |                     |
| 2019年（令和元年）  | 9,333               | 8,174               | 17,508              | 6,665               | 2,358               | 9,024               |                     | [ J 21 ] [ 新 9 ]   | [ 市 6 ]            |                     |
| 2020年（令和02年）  | 4,158               | 7,280               | 11,438              | 2,380               | 2,289               | 4,699               | −47.9%              | [ J 22 ] [ 新 10 ]  | [ 市 6 ]            |                     |
| 2021年（令和03年）  | 5,071               | 7,358               | 12,429              | 3,126               | 2,195               | 5,322               | 13.3%               | [ J 23 ] [ 新 11 ]  | [ 市 6 ]            |                     |
| 2022年（令和04年）  | 6,926               | 7,383               | 14,310              | 4,599               | 2,248               | 6,847               | 28.7%               | [ J 24 ] [ 新 12 ]  | [ 市 6 ]            |                     |
| 2023年（令和05年）  | 8,406               | 7,680               | 16,087              | 5,722               | 2,345               | 8,067               | 17.8%               | [ J 1 ] [ 新 1 ]    |                     |                     |

### 貨物
「郡山市統計書」によると、2002年度（平成14年度）以降の推移は以下のとおりである。なお、1935年度（昭和10年度）には石材・米など226トンを送り出し、石炭・人造肥料など364トンを受け入れた。
| 貨物輸送推移       | 貨物輸送推移 | 貨物輸送推移 | 貨物輸送推移 |
| 年度               | 発送         | 到着         | 出典         |
| ------------------ | ------------ | ------------ | ------------ |
| 2002年（平成14年） | 71,312       | 718,243      | [ 市 1 ]     |
| 2003年（平成15年） | 69,262       | 697,298      | [ 市 1 ]     |
| 2004年（平成16年） | 67,836       | 690,608      | [ 市 1 ]     |
| 2005年（平成17年） | 70,182       | 721,947      | [ 市 1 ]     |
| 2006年（平成18年） | 65,113       | 680,000      | [ 市 1 ]     |
| 2007年（平成19年） | 62,965       | 660,272      | [ 市 2 ]     |
| 2008年（平成20年） | 53,817       | 569,248      | [ 市 2 ]     |
| 2009年（平成21年） | 54,539       | 577,394      | [ 市 2 ]     |
| 2010年（平成22年） | 56,544       | 602,144      | [ 市 2 ]     |
| 2011年（平成23年） | 60,757       | 644,861      | [ 市 2 ]     |
| 2012年（平成24年） | 62,902       | 666,317      | [ 市 3 ]     |
| 2013年（平成25年） | 64,344       | 683,959      | [ 市 3 ]     |
| 2014年（平成26年） | 61,452       | 653,396      | [ 市 3 ]     |
| 2015年（平成27年） | 61,628       | 657,398      | [ 市 3 ]     |
| 2016年（平成28年） | 63,243       | 673,776      | [ 市 3 ]     |
| 2017年（平成29年） | 65,402       | 696,170      | [ 市 4 ]     |
| 2018年（平成30年） | 65,010       | 684,126      | [ 市 5 ]     |
| 2019年（令和元年） | 63,676       | 671,632      | [ 市 6 ]     |
| 2020年（令和02年） | 62,144       | 656,028      | [ 市 6 ]     |
| 2021年（令和03年） | 60,816       | 638,346      | [ 市 6 ]     |
| 2022年（令和04年） | 59,420       | 627,426      | [ 市 6 ]     |

## 駅周辺

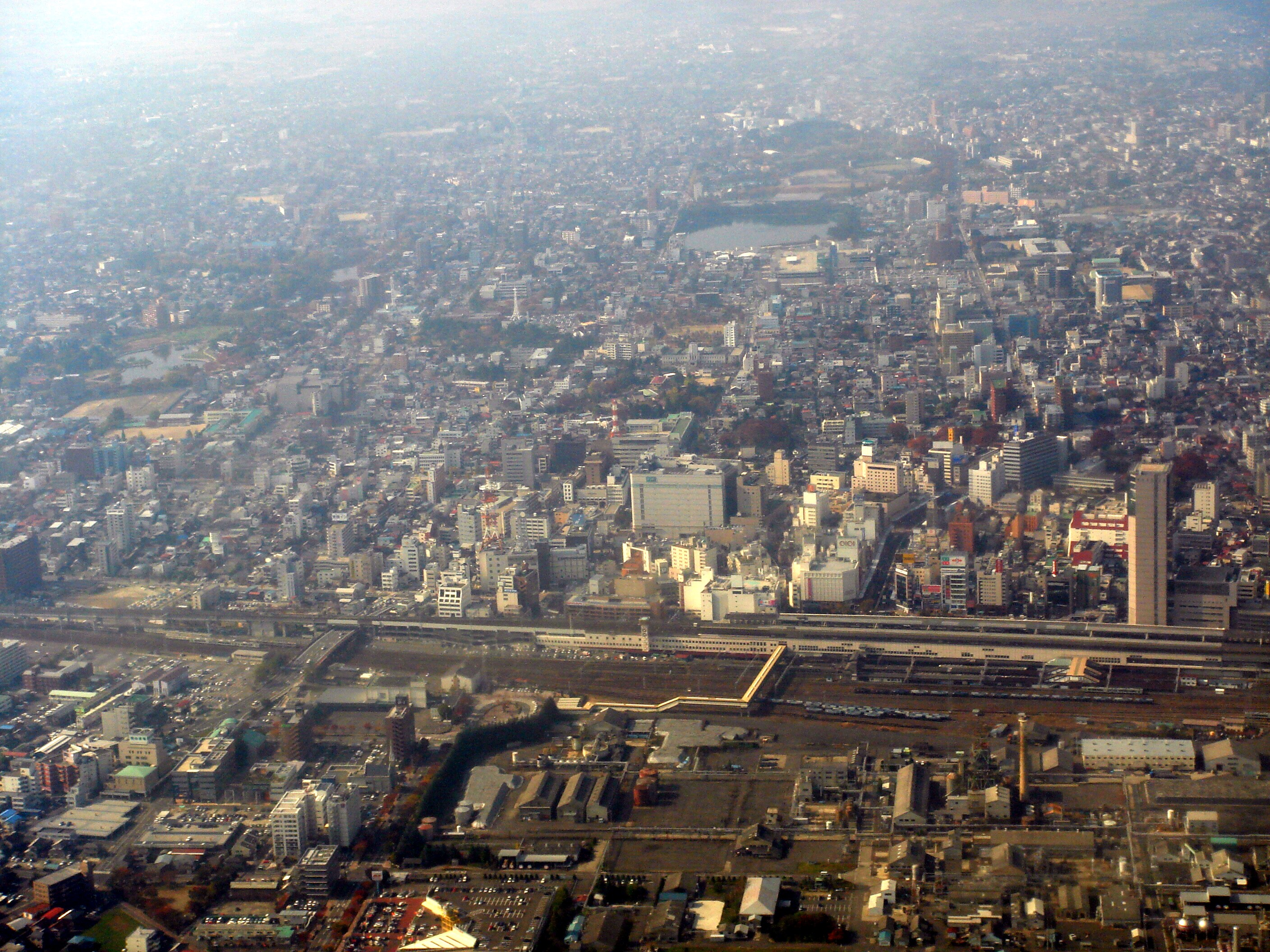
駅周辺。手前が東口、奥が西口。

### 西口
複合施設・百貨店
- ビッグアイ
  - モルティ（商業施設）
  - 福島県立郡山萌世高等学校
  - 郡山市ふれあい科学館 - 展示の一つに当駅の歴代駅舎を再現した鉄道ジオラマがある[15]
- ATi郡山（商業施設）
  - ヨドバシカメラマルチメディア郡山
- うすい百貨店 - 福島県内唯一の百貨店
- 郡山スクエアビル
- ホテルプリシード郡山（2023年〈令和5年〉5月末閉館）[新聞 5]
- ダイワロイネットホテル郡山駅前 - 低層階に商業施設。丸井郡山店撤退後にビルを解体撤去し、跡地に大和ハウス工業が複合商業ビルを建設したもの[新聞 6]。

宿泊施設
- 郡山シティホテル
- 東横イン郡山
- チサンホテル郡山
- 郡山ビューホテルアネックス
- 郡山ビューホテル
- 郡山ワシントンホテル
- アパホテル郡山駅前
- ホテルクラウンヒルズ郡山
- ホテルグローバルビュー郡山
- セントラルホテル
- ホテル増花
- ドーミーインEXPRESS郡山

教育施設
- 郡山情報ビジネス専門学校
- 今泉女子専門学校
- 駿優予備学校郡山校
- 福島高等予備校郡山校
- 東日本学院郡山本部校

郵便局・金融機関
- 郡山駅前大通り郵便局
- 郡山駅前郵便局
- 郡山中町郵便局
- ゆうちょ銀行郡山店
- ウリ信用組合福島支店
- 郡山信用金庫本店
- みずほ銀行郡山支店
- 東邦銀行郡山駅前支店
- 大東銀行本店
- 秋田銀行郡山支店
- 常陽銀行郡山支店

その他
- 郡山テアトル1 - 8（映画館）
- 郡山地方広域消防組合消防本部
  - 郡山地方広域消防組合郡山消防署
- 福島県道17号郡山停車場線（駅前大通り）
- GReeeeN（現・GRe4N BOYZ）モニュメント『夢を開くこころの扉～扉の向こうには…笑顔～』 - 西口駅前広場内[15]

### 東口
複合商業施設
- イオンタウン郡山
- 郡山駅東ショッピングセンター

宿泊施設
- ホテルアルファーワン郡山東口
- コンフォートホテル郡山

教育施設
- 国際情報工科自動車大学校
- 国際アート&デザイン大学校
- 国際ビューティ&フード大学校
- 国際医療看護福祉大学校
- ケイセン公務員ビジネス専門学校

郵便局・金融機関
- 郡山方八町郵便局
- 大東銀行方八町支店

その他
- 保土谷化学工業郡山工場
- SDフィットネス（旧ビッグバンスポーツクラブ）郡山
- 郡山総合車両センター郡山派出所
- 福島交通郡山支社
- ハローワーク郡山
- 丘灯至夫作詞『高校三年生』歌碑 - 東口駅前広場内
- ヨークベニマル本社
- いわき平競輪郡山場外

## バス路線
「郡山駅前」停留所にて、以下の路線バスや高速バスが発着する。なお、1 - 11番のりばは、全て西口に設置されている。
| のりば | 運行事業者                         | 系統・行先 | 備考                         |
| ------ | ---------------------------------- | --- | ---------------------------- |
| 1      | 福島交通                           | - 南タウン・向陽台団地 - 柴宮団地 - 清陵情報高校 - 須賀川・並木町                                                                         |                              |
| 2      | 福島交通                           | - 東山霊園 - 六軒 - 蓬田 - 安積団地 - まちなか循環（南回り／北回り）                                                                      | まちなか循環は土休日のみ運行 |
| 3      | 福島交通                           | - 小野駅前 - 日本大学 - 東部ニュータウン - 荒井 - まちなか循環（方八町回り／方八町・イオンタウン回り） - 星総合病院                       | まちなか循環は平日のみ運行   |
| 4      | - 福島交通 - 宮城交通              | 高速バス「須賀川 - 郡山・仙台」：仙台駅方面                                                                                               |                              |
| 4      | - 福島交通 - 新潟交通              | 高速バス「郡山 - 新潟」：新潟駅方面 |                              |
| 4      | - 福島交通 - 会津乗合自動車        | 高速バス「会津若松 - 郡山 - いわき線」：会津若松駅・東山温泉・芦ノ牧温泉方面                                                              |                              |
| 4      | - 福島交通 - 新常磐交通            | 高速バス「会津若松 - 郡山 - いわき線」：いわき駅方面                                                                                      |                              |
| 4      | - 福島交通 - 近鉄バス              | 高速バス「福島 - 京都・大阪（ギャラクシー号）」：京都駅・大阪梅田（東梅田駅）・USJ方面                                                    |                              |
| 4      | - 福島交通 - JRバス東北            | 高速バス「福島・郡山 - 新宿（あぶくま号）」：バスタ新宿方面                                                                               |                              |
| 4      | - 福島交通 - 東武バスセントラル    | 高速バス「郡山 - 佐野・新越谷（あだたら号）」：新越谷駅方面                                                                               |                              |
| 4      | - 福島交通 - 名鉄バス - 関東自動車 | 夜行高速バス「福島・郡山・宇都宮 - 名古屋」：名古屋・名鉄バスセンター方面                                                                 |                              |
| 4      | 会津乗合自動車                     | 高速バス「喜多方・郡山線（喜多方ラーメンバス）」：塩川グリーンプラザ・喜多方営業所方面                                                    |                              |
| 4      | 会津乗合自動車                     | 高速バス「郡山・裏磐梯直通バス」：リステル猪苗代・裏磐梯高原・大塩裏磐梯温泉・喜多方営業所方面                                            |                              |
| 4      | 福島交通                           | リムジンバス「郡山 - 福島空港」：福島空港                                                                                                 |                              |
| 5      | 福島交通                           | - 百合ヶ丘 - 東部ニュータウン - あぶくま台                                                                                                |                              |
| 6      | 福島交通                           | - 八山田循環（南東北病院先回り） - フェスタ・本宮駅西口 - 富久山循環（福原先回り／南東北病院先回り） - 宝沢レイクタウン - 三春 - 船引駅前 |                              |
| 7      | 福島交通                           | - さくら循環（山根回り／虎丸回り） - 免許センター - カルチャーパーク                                                                      |                              |
| 8      | 福島交通                           | - 百合ヶ丘 - 希望が丘・うねめ団地 - 熱海 - 郡山西部工業団地 - 八山田循環（並木先回り）                                                    |                              |
| 9      | 福島交通                           | - あすなろ循環（市役所回り） - 免許センター - 大槻 - 希望ヶ丘 - 新池下団地 - 静団地 - 尚志高校                                            |                              |
| 10     | 福島交通                           | - あすなろ循環（西ノ内回り） - コスモス循環（西ノ内回り） - 大槻 - 希望ヶ丘・うねめ団地                                                   |                              |
| 11     | 福島交通                           | - コスモス循環（池ノ台回り） - 鎗ヶ池団地 - 静団地 - 大槻 - 尚志高校                                                                      |                              |
| 東口   | 福島交通                           | まちなか循環（南回り／北回り） | 土休日のみ運行               |
| 東口   | 桜交通                             | 高速バス：京都・大阪方面／新宿・東京・二俣新町方面                                                                                        |                              |

このほか、スキー場直行臨時バスが6 - 7番のりばの間より発着する。
- 裏磐梯線[22]（冬季運行、予約制）- グランデコスキーセンター・裏磐梯グランデコ東急ホテル行き（福島交通）
- あだたらスキー場シャトルバス[23]（冬季運行、予約制）- あだたら高原スキー場（福島交通）
- 箕輪スキー場[24]（スキーシーズンのみ運行、予約制）（福島交通）
- ネコママウンテン・磐梯山温泉ホテル[25]（スキーシーズンのみ運行、予約制（会津バス）

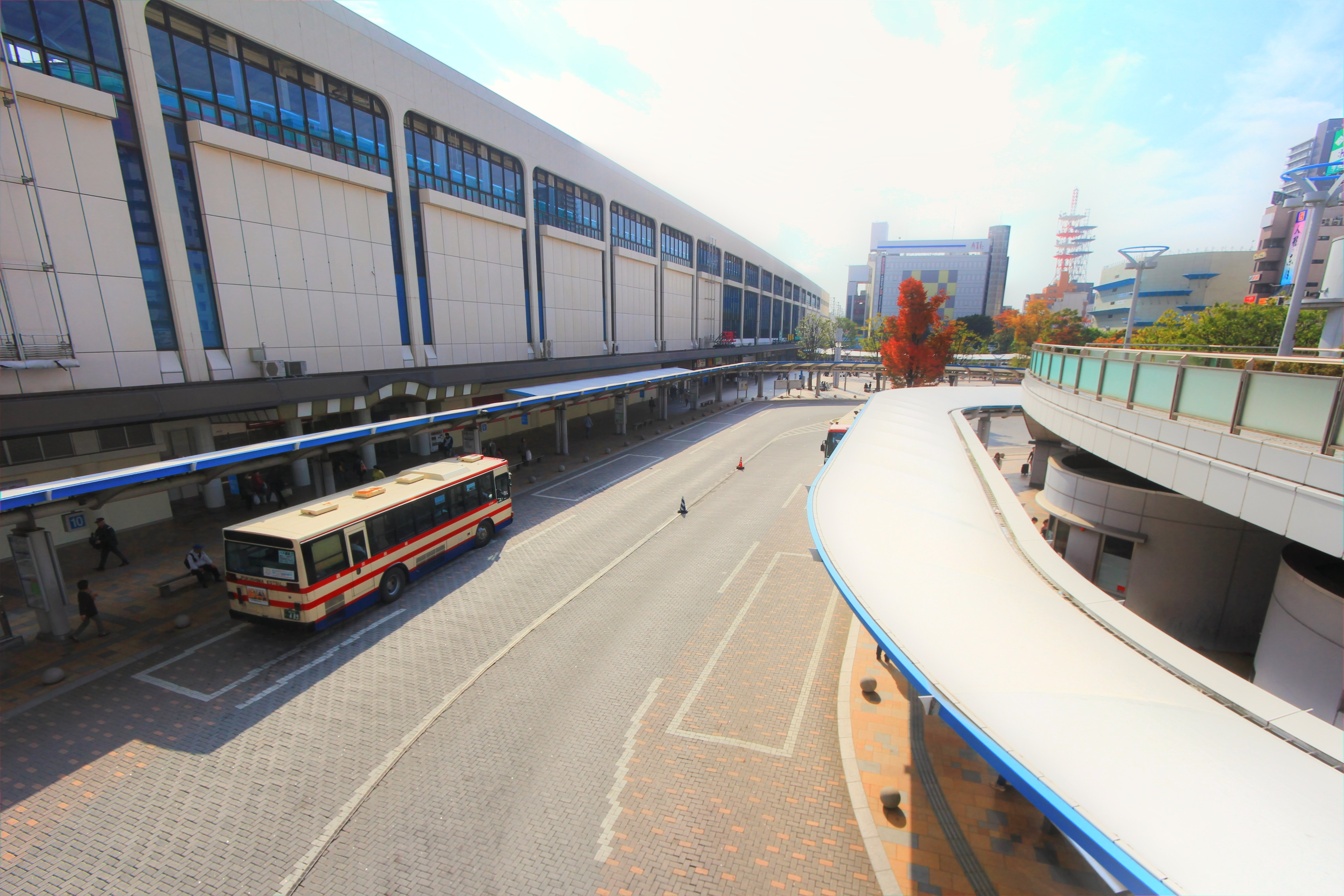
西口バスのりば（2013年11月）

## その他
- 「機能的かつ都会的な美しい駅前広場」として、2002年（平成14年）に、東北の駅百選へと認定された。
- 奈良県大和郡山市の関西本線郡山駅と区別するため、近距離および新幹線停車駅発着の乗車券類には以前「（北）郡山」と印字されていたが、新型の自動券売機に更新された際に印字は廃止され、「郡山」と印字されている。最近までは、2階の新幹線中央改札口にある自動券売機は、従来のまま「（北）郡山」と印字されていたが、リニューアル工事に伴った券売機更新によって、「（北）郡山」の印字は廃止された。それ以外の長距離乗車券は「（北）郡山」の印字がされる。
- 東口は40分まで駐車料金が無料の駐車場がある（西口駐車場は駅前広場改修工事のため、2015年〈平成27年〉10月1日に廃止）。
- 2009年（平成21年）3月14日より、東北新幹線（郡山 - 仙台間）のSuicaFREX定期券、東北本線（矢吹 - 白石間）、磐越東線（郡山 - 船引間）に、2014年（平成26年）4月1日より磐越西線（郡山 - 喜多方間）のうち、磐梯熱海、猪苗代、会津若松、喜多方の各相互駅間でSuicaが導入された。なお、新幹線は2008年（平成20年）3月15日にモバイルSuica特急券のサービスを開始している。
- 事務管理コードは▲231007[26] を使用している。

## 隣の駅
※山形新幹線の隣の駅の停車駅は列車記事もしくは山形新幹線を参照のこと。
東日本旅客鉄道（JR東日本）
 東北新幹線
新白河駅 - 郡山駅 - 福島駅
■東北本線
安積永盛駅 - （貨）郡山貨物ターミナル駅 - 郡山駅 - 日和田駅
■水郡線（安積永盛駅 - 当駅間東北本線）
安積永盛駅 - （貨）郡山貨物ターミナル駅 - 郡山駅
■磐越西線
□快速（「あいづ」を含む）・■普通
郡山駅 - 郡山富田駅
■磐越東線 
舞木駅 - 郡山駅

### 記事本文